# Torre dell'Orologio (Ruvo di Puglia)
la torre dell'Orologio è un edificio pubblico di Ruvo di Puglia. Esso è di pubblica utilità in quanto scandisce il passare del tempo ogni quarto d'ora con i rintocchi delle campane, inoltre sul suo basamento è stata murata una importante epigrafe che ricorda la grandezza della romana Rubi.

## La torre e l'epigrafe
La torre fu costruita nel 1604 e poi restaurata nel 1870 quando fu impiantato l'orologio pubblico sulla sommità del bastione. L'edificio ha pianta quadrangolare ed è rivestito da un bugnato liscio ripartito in quattro ordini dalle cornice. Gli scalini sono circa un centinaio e in cima alla torre sono presenti due campane che tuttora risuonano ogni quarto d'ora. Le campane della torre sono due e ognuna pesa tra i 4 e i 6 quintali; sulla campana destra è presente l'incisione più antica dello stemma di Ruvo. Sul basamento della torre è stata murata nel 1793 una lapide in onore dell'imperatore Gordiano III, a sempiterno ricordo della potenza e dell'importanza di Ruvo in epoca romana. Tuttavia la lapide è composta da due epigrafi, quella superiore risale al 239 mentre quella inferiore fu dettata dall'epigrafista ruvese, Michele Boccumini, ed illustra l'epigrafe romana.
Di seguito il testo italiano delle epigrafi:
(Epigrafe romana del 239 d.C.)
(Lapide dettata da Michele Boccumini del 1793)

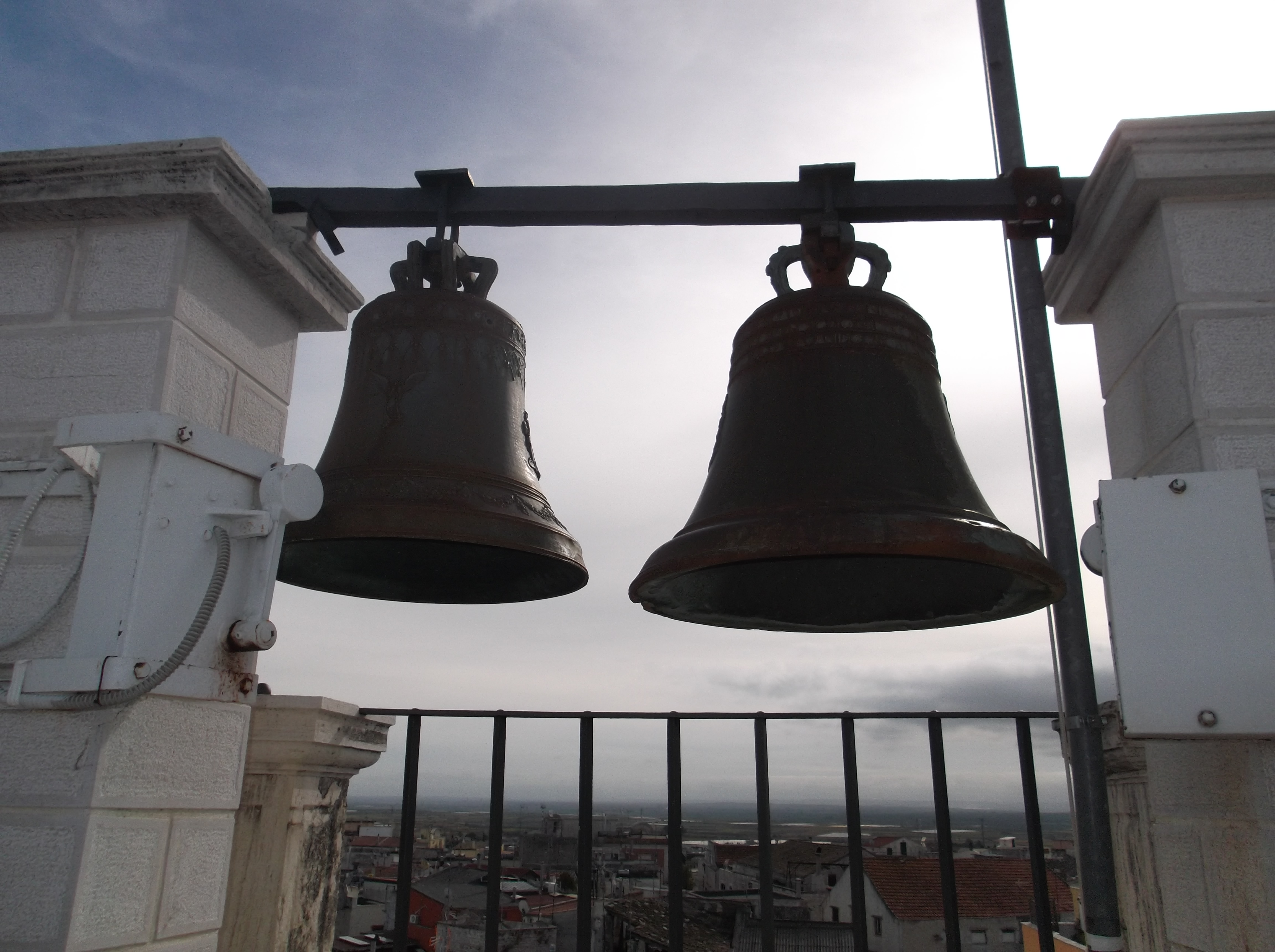
Le due campane

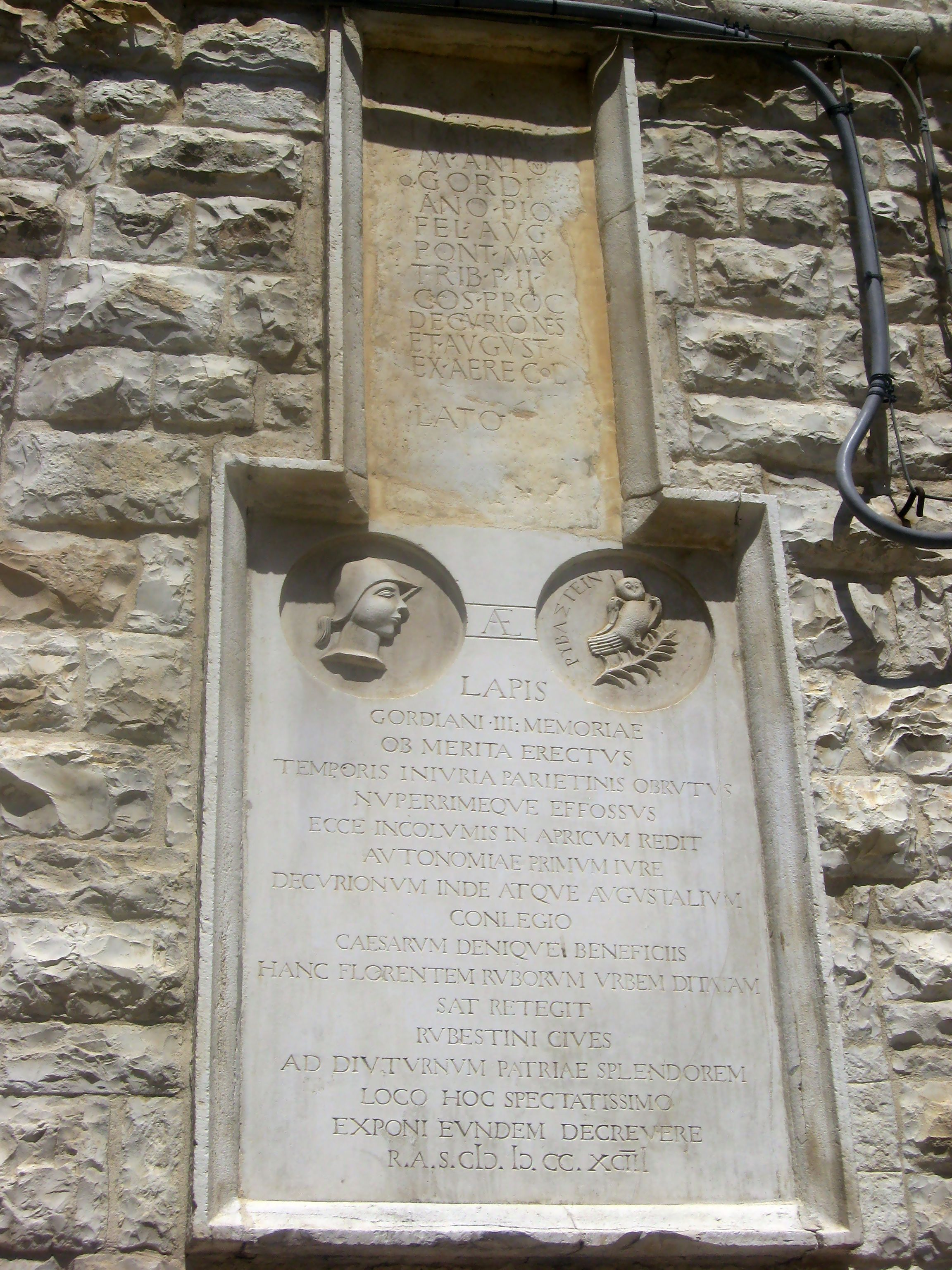
L'epigrafe di Gordiano III

La lapide era stata ritrovata nel suddetto anno, durante gli scavi nel sottano di proprietà del canonico don Giacomo Ursi, nei pressi di Largo Annunziata. Si suppone dunque che la lapide fosse alla base di una statua eretta in onore di Gordiano III e fosse ubicata proprio in Largo Annunziata, dove trovava posto il foro romano dell'antica Rubi. Questa epigrafe testimonia l'esistenza nella Ruvo romana del collegio degli Augustali, oltre alla presenza dei Decurioni, il che avalla l'ipotesi di un'antica città popolosa e florida.